# Nepean Bay Conservation Park
Nepean Bay Conservation Park är en park i Australien. Den ligger i delstaten South Australia, omkring 130 kilometer sydväst om delstatshuvudstaden Adelaide. Den ligger på ön Kangaroo Island.
Trakten runt Nepean Bay Conservation Park är nära nog obefolkad, med mindre än två invånare per kvadratkilometer.. Närmaste större samhälle är Kingscote, nära Nepean Bay Conservation Park. 
Genomsnittlig årsnederbörd är 753 millimeter. Den regnigaste månaden är juni, med i genomsnitt 143 mm nederbörd, och den torraste är januari, med 21 mm nederbörd.